# Gaussova lema
Gaussova lema je teorem u elementarnoj teoriji brojeva koji daje uvjet za provjeru je li neki prirodni broj potpuni kvadrat.
Prvi se puta spominje u radovima velikog njemačkog matematičara Carla Friedricha Gaussa još 1808. godine kao treći dokaz Kvadratnog zakona reciprociteta.

## Iskaz leme
Za proizvoljni neparni prosti broj {\displaystyle p} neka je {\displaystyle a} prirodni broj relativno prost s {\displaystyle p.}
Promotrimo skup {\displaystyle S=\{a,2a,3a,...,{\frac {p-1}{2}}a\}.} Isto tako, promotrimo skup {\displaystyle S'} najmanjih pozitivnih ostataka modulo {\displaystyle p} koji daju elementi prvobitnog skupa {\displaystyle S.}
Neka je {\displaystyle n} broj elemenata skupa {\displaystyle S'} koji su veći od {\displaystyle {\frac {p}{2}}.}
Tada je {\displaystyle \left({\frac {a}{p}}\right)=(-1)^{n},}
gdje je {\displaystyle \left({\frac {a}{p}}\right)} Legendreov simbol.

## Dokaz
Označimo s {\displaystyle r_{1},r_{2},...,r_{n}} elemente skupa {\displaystyle S=\{a,2a,...,{\frac {p-1}{2}}a\}} koji su veći od 
{\displaystyle {\frac {p}{2}}} te sa {\displaystyle s_{1},s_{2},...,s_{k}} elemente skupa
{\displaystyle S} koji su manji od 
{\displaystyle {\frac {p}{2}}}. Očito je
{\displaystyle n+k={\frac {p-1}{2}}.}
Kako su {\displaystyle r_{i}} međusobno različiti, slijedi da su i brojevi {\displaystyle p-r_{i}} međusobno različiti. Uz to, vrijedi {\displaystyle 0<p-r_{i}<{\frac {p}{2}}} za {\displaystyle i=1,2,...,n}. 
Također, nijedan 
{\displaystyle p-r_{i}} nije jednak nekom {\displaystyle s_{j}}. Naime, ako ako je {\displaystyle p-r_{i}=s_{j}}, 
iz {\displaystyle r_{i}\equiv \alpha a{\pmod {p}},s_{j}\equiv \beta a{\pmod {p}}} bi
slijedilo {\displaystyle a(\alpha +\beta )\equiv 0{\pmod {p}}}, što nije moguće.
Prema tome, brojevi {\displaystyle p-r_{1},p-r_{2},...,p-r_{n}} te 
{\displaystyle s_{1},s_{2},...,s_{k}} su svi međusobno različiti, ima ih {\displaystyle {\frac {p-1}{2}}} i elementi su skupa {\displaystyle S=\{1,2,...,{\frac {p-1}{2}}.} Zato su to upravo brojevi {\displaystyle 1,2,...,{\frac {p-1}{2}}} u nekom poretku. 
Množeći ih, dobivamo da je 
{\displaystyle ({\frac {p-1}{2}})!\equiv (p-r_{1})...(p-r_{n})s_{1}...s_{k}{\pmod {p}},} odnosno {\displaystyle ({\frac {p-1}{2}})!\equiv (-1)^{n}a^{\frac {p-1}{2}}({\frac {p-1}{2}})!{\pmod {p}}} iz čega kraćenjem i korištenjem Eulerovog kriterija slijedi traženi rezultat.

## Veza s MFT

### Intuicija i glavne ideje
Laički rečeno, Gaussova lema na dva načina računa umnožak {\displaystyle a\cdot 2a\cdot ...\cdot {\frac {(p-1)}{2}}a}. Ovaj umnožak nas podsjeća na nadaleko poznati Mali Fermatov teorem (MFT). I ova lema je u mnogočemu slična s njime, samo se u njoj dakle bavimo dvama načinima gledanja na jedan te isti skup {\displaystyle S=\{a,2a,...,(p-1)a\}}, odnosno na umnožak prve polovice njegovih elemenata, tj. elemente {\displaystyle a,2a,...,{\frac {p-1}{2}}a}. Razlog tomu je što ćemo drugu polovicu (odnosno elemente {\displaystyle {\frac {p+1}{2}}a,...,(p-1)a}) koristiti kao negacije elemenata iz prve polovice jer vrijedi {\displaystyle k\equiv p-k{\pmod {p}}} za svaki {\displaystyle k\in \mathbb {Z} }. (1)
Pri tome ćemo također, na prirodan način, elemente razvrstati po tome jesu li njihovi ostatci pri dijeljenju s {\displaystyle p} veći ili manji od 
{\displaystyle {\frac {p}{2}}}.
Dakle, jednostavno svojstvo (1) će nam omogućiti računanje na način drugačiji od načina korištenog u MFT iz čega ćemo komputacijom i Eulerovim kriterijom dobiti traženi rezultat.

### Primjer
Uzmimo {\displaystyle p=7,a=4}.
Dakle, imamo skup {\displaystyle S=\{1,2,3,4,5,6\}} te novonastali skup {\displaystyle S'=\{4,8,12,16,20,24\}}. Elementi od {\displaystyle S'} redom daju ostatke {\displaystyle 4,1,5,2,6,3} pri dijeljenju sa 7. Ovo nam je dobro poznato iz leme korištene u dokazu Eulerovog teorema. 
Pri tome je, kako je već rečeno, {\displaystyle 3\equiv 7-4,1\equiv 7-6,5\equiv 7-2{\pmod {7}}.} Zato ćemo promatrati samo prvu polovicu skupa {\displaystyle S'}, tj. skup {\displaystyle \{4,8,12\}} jer je druga samo negacija prve modulo 7. 
Vidimo da ostatci koji daju ovi brojevi nisu posebno omeđeni, tj. neki su veći od {\displaystyle {\frac {7}{2}}}, a neki su manji od tog broja.   
Ako promotrimo neki ostatak {\displaystyle r>{\frac {7}{2}}} (npr. {\displaystyle 4}) očito će njegova negacija, {\displaystyle 7-r} (dakle {\displaystyle 3}) biti manja od {\displaystyle {\frac {p}{2}}} i pripadat će drugoj polovici skupa 
{\displaystyle S}. 
No, evidentno taj {\displaystyle 7-r} neće biti jednak nijednom elementu manjem od {\displaystyle {\frac {7}{2}}} u prvoj polovici skupa {\displaystyle S}. (Posve analogno ako promatramo brojeve manje od {\displaystyle {\frac {7}{2}}}.)
Sada imamo {\displaystyle r_{1}=4,r_{2}=5,s_{1}=1}.
Dakle, brojeva {\displaystyle 7-r_{1}=3,7-r_{2}=2,s_{1}=1} ima {\displaystyle {\frac {7-1}{2}}=3}, međusobno su nekongruenti modulo 7 i daju iste ostatke kao {\displaystyle 4,8,12} u nekom poretku.  
(U formalnom dokazu je rečeno da brojevi {\displaystyle p-r_{1},p-r_{2},...,p-r_{n},s_{1},s_{2},...,s_{k}} daju iste ostatke kao {\displaystyle a,2a,...,{\frac {p-1}{2}}a}.)
Zato su dva umnoška iz formalnog dokaza jednaka iz čega se lako dobiva tvrdnja leme.